# Чкония, Михаил Георгиевич
Михаил Георгиевич Чкония (1924 год, Кутаисский уезд, ЗСФСР — дата смерти неизвестна, Грузинская ССР) — звеньевой колхоза «Комунисакен» Маяковского района, Грузинская ССР. Герой Социалистического Труда (1949).

## Биография
Родился в 1924 году в одном из сельских населённых пунктов Кутаисского уезда. После окончания местной сельской школы трудился с конца 1930-х годов рядовым колхозником в колхозе «Комунисакен» Багдатского района (с 1940 года — Маяковский район, сегодня — Багдатский муниципалитет), председателем которого был Шалва Окропирович Чумбуридзе. В послевоенные годы возглавлял виноградарское звено.
В 1948 году звено под его руководством собрало в среднем с каждого гектара по 149,2 центнеров винограда на участке площадью 3 гектара. Указом Президиума Верховного Совета СССР от 9 августа 1949 года удостоена звания Героя Социалистического Труда за «получение высоких урожаев винограда в 1948 году» с вручением ордена Ленина и золотой медали «Серп и Молот».
Этим же Указом звание Героя Социалистического Труда получили труженики колхоза «Комунисакен» бригадир Давид Георгиевич Табукашвили, звеньевые Валериан Макариевич Бахтидзе и Шалва Петрович Табукашвили.
За выдающиеся трудовые достижения по итогам работы в 1949 году был награждён вторым Орденом Ленина.
В последующие годы служил в органах внутренних дел. Дата смерти не установлена.
Награды
- Герой Социалистического Труда
- Орден Ленина — дважды (1949; 05.09.1950).